# الحزب الشيوعي السوري
الحزب الشيوعي السوري من أقدم الأحزاب السورية، كان منظمةً واحدة مع الحزب الشيوعي اللبناني، وتعرَّض للعديد من الأزَمات أدَّت للعديد من الانقسامات، تفرَّع من الحزب عدَّة أحزاب. أسَّس الحزب وتولى منصب الأمين العام له خالد بكداش الذي عارض البيروسترويكا مع أنها حينئذ كانت صادرةً عن رئيس الاتحاد السوفيتي ميخائيل غورباتشوف وهو البلد الداعم الأساسي للأحزاب الشيوعية في العالم.
وقد أسَّس بكداش لاحقًا الحزب الشيوعي السوري الذي بقي هو أمينَه العام.

## أزمات الحزب الشيوعي السوري
- المؤسس الأول للحزب في سوريا ناصر الدين حدة.
- عام 1972 انقسام رياض الترك وتأسيس حزب شيوعي سوري المكتب السياسي.
- عام 1982 انقسام مراد يوسف وتأسيس الحزب الشيوعي السوري - مراد يوسف.
- عام 1986 انقسام يوسف فيصل وتأسيس الحزب الشيوعي السوري - يوسف فيصل.
- في عام 2003 انقسام طفيف قام به قدري جميل وسمي منطقية دمشق.

| الشيوعية العربية |
| أحزاب الحزب الشيوعي العراقي الحزب الشيوعي اللبناني الحزب الشيوعي السوري الحزب الشيوعي الأردني الحزب الشيوعي المصري الحزب الشيوعي السوداني الحزب الشيوعي الفلسطيني الحزب الشيوعي في السعودية |
| شيوعيون احمد نبيل الهلالي خالد بكداش يوسف سلمان يوسف رياض الترك |
| تصنيف:شيوعية |

## الاشتراكية في منظور الحزب
وضع الحزب في الوثيقة البرنامجية التي أقرها المجلس الوطني عام 1995 أفكاراً أولية عن تصوره لطريق البلاد ومراحل تطورها نحو الاشتراكية، ولا يزال الحوار داخله مستمراً لبلورتها وفق ظروف سورية.
كان الحزب يرى الاشتراكية على أنها سبيل لارتقاء الإنسان حضارياً، وليس مجرد توزيع للثروة بين الناس، على مبدأ (من كل حسب قدرته، ولكل حسب إنتاجه)، بل وفق مصلحة عامة أساسها تقدم الإنسان والارتقاء به من جميع النواحي، وفيها تحدد مكانة كل إنسان حسب نبوغه وإخلاصه في العمل وسماته الأخلاقية، وتكون حياته الخاصة مستقلة، على أن يضمن المجتمع والدولة له شروط حياة طبيعية وكريمة ومستوى لائقاً من الرفاهية المادية والمعنوية تعزز تطوره الحر.
مع أن الشيوعيين السوريين لا يرسمون مخططاً مسبقاً لبناء الاشتراكية، ولا يصفون مؤسساتها مقدماً، ويرون أن الطريق نحوها سيكون طويلاً ومتنوعاً، ومحصلة لعمل فكري ونضال قوى سياسية متعددة وتحالفات واسعة للقوى الوطنية والديمقراطية، ونتيجة لاقتناع أوسع فئات الشعب بارتباط مصالحها الأساسية بتحقيق الاشتراكية، التي سيتم الوصول إليها عبر عدد من المراحل الانتقالية وتطورات اقتصادية واجتماعية وثقافية واسعة تضع حداً للتخلف، إلا أنهم يرون أن الوصول إليها يمر عبر تدابير عدالة متتابعة ومتراكمة طويلة الأمد، تتسع لأشكال مختلفة من الملكية العامة والخاصة والمشتركة والتعاونية، بهدف الاستفادة من جميع الإمكانات وتوظيفها في عملية التنمية، على أن يبقى القطاع العام مؤشراً أساسياً، وأن تكتسب ملكية الدولة والملكيات المشتركة والتعاونية والأهلية تدريجياً الصفة والطبيعة الاجتماعيتين عبر تطورها كماً ونوعاً.
يرى الشيوعيون السوريون أن الاشتراكية التي تحقق ديمقراطية التملك والإنتاج والتوزيع والضمانات الاقتصادية والحياتية، لا يمكن أن تكتمل إلا بديمقراطية سياسية من طراز جديد، تقترن فيها العدالة الاجتماعية بمزيد من الديمقراطية السياسية، وتشاع من خلالها الأساليب الديمقراطية في المجتمع ومؤسسات الدولة ومنظمات المجتمع المدني، ويُضمن فيها تداول السلطة سلمياً على أساس الانتخاب الحر.

## وصلات خارجية
- موقع الحزب الشيوعي السوري